# وادي السناسين
وادي السناسين (بالعبرية: נחל סנסן-ناحَل سنسان‏) هو وادٍ موسميّ  يقع في منطقة جبال القدس. يبدأ مجرى الوادي غرب منطقة خلة سلامة "تسور هداسا"ويُطلق على القسم العلوي وادي غُصين، وعلى القسم السُفلي وادي العامر. يجري الوادي على بعد نحو 150 مترًا أسفل جبل سناسين، الذي يبلغ ارتفاعه حوالي 733 مترًا فوق مستوى سطح البحر. من قمة هذا الجبل يمكن رؤية امتداد الوادي بالكامل.
يمتد الوادي نحو الجنوب الغربي، بين سلسلة جبال عَلّار من الشمال وسلسلة جبال سناسين من الجنوب، ويجري وسط تضاريس صخرية مكوّنة من الحجر الجيري.

## الطبيعة والمحيط
يمر وادي سناسين عبر "محمية جبال سناسين الطبيعية"، والتي تحتوي على بقايا أثرية في موقع يُعرف باسم "خربة سناسين"، إلى جانب غطاء نباتي طبيعي يتكون أساسًا من أشجار البلوط الفلسطيني والبلوط الحلبي.
على السفح الجنوبي قرب "خربة سناسين"، في الوادي الواسع تتفتح زهور الخُرْشُوف البري  في شهر نوفمبر من كل عام، ما يضفي جمالًا طبيعيًا مميزًا على المنطقة.

## الينابيع والروافد
جنوب بلدة علّار بنحو كيلومتر، ينضم إلى وادي سناسين رافد يُعرف باسم "وادي العيون"، ويحتوي على نبعين: "عين الفوقى" و"عين التحتى". تنبع هتان العينان من حُفَر حفرها الانسان. ويضم هذا الرافد القصير غطاءً نباتيًا متنوعًا، من بينها نبات نعناع بري والطيون الدبق. يُطلق على الوادي عند التقاء وادي العيون بوادي غُصين، وادي عامر. ينحدر وادي عامر باتجاه الغرب حتى يلتقي مع وادي الداهي في اعلى مرج العين وهناك يُطلق عليه وادي العين. حتى يلتقي بوادي الصمت في منطقة الفقية جنوبي بيت نتّيف.

## الطول والمصب
يبلغ طول وادي سناسين حوالي 14 كيلومترًا ضمن منطقة جبال القدس. ينتهي مساره بالاتصال بوادي السنط (وادي الصمت)، جنوب منطقة الفقية وهو بدوره أحد روافد وادي ابو فخارة، الذي يصبّ في البحر الأبيض المتوسط قرب ميناء أشدود.